# Prionyx parkeri
Prionyx parkeri är en biart som beskrevs av Richard Mitchell Bohart och Menke 1963. Prionyx parkeri ingår i släktet Prionyx och familjen grävsteklar. Inga underarter finns listade i Catalogue of Life.

## Bildgalleri

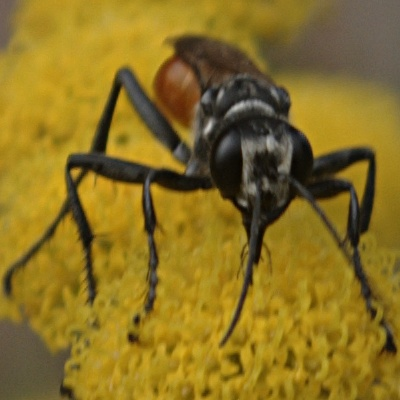
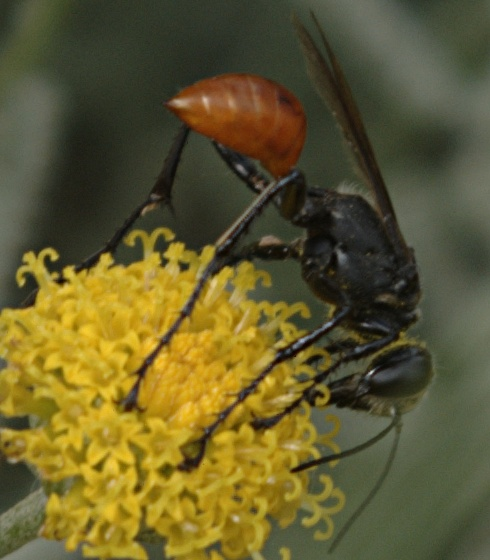